# 松瀬学
松瀬 学（まつせ まなぶ、1960年8月21日 - ）は、日本のノンフィクションライター、スポーツジャーナリスト。
元共同通信社記者、元ラグビー選手。元ラグビーワールドカップ組織委員会広報戦略長。日本体育大学スポーツマネジメント学部教授。

## 来歴
長崎県佐世保市出身。1978年、福岡県立修猷館高等学校のラグビー部の主力選手として花園（第57回全国高等学校ラグビーフットボール大会）に出場。ポジションはロック(LO)。
早稲田大学社会科学部に進学。同大学のラグビー部で活動し、本城和彦、吉野俊郎、益子俊志らとは同期生。ポジションはプロップ(PR)。1981年及び1982年の早明戦、早慶戦、全国大学選手権に出場。
1983年卒業後、高校、大学の先輩であり、早稲田大学ラグビー部監督を務めた藤島勇一の勧めにより、共同通信社に入社。同社では一貫してスポーツ畑を歩み、主にプロ野球、大相撲、オリンピックなどを担当。1996年から4年間ニューヨークに駐在。2002年1月に同社を退職。
退職後、東京大学教育学部の研究生となり、スポーツを通した指導体系の研究を行った後、スポーツジャーナリストとして様々な競技の取材やノンフィクション作品の執筆などを行っている。また、ワセダクラブのオフィシャルサイト内で楕円球コラム「スポーツジャーナル」や「プレジデントWEB」の連載ほか、「スポルティーバ」「朝日新聞WEB・RONZA」「NewsLog」などにも執筆している。
オリンピックものを得意とし、夏季五輪は1988年ソウル大会から92年バルセロナ大会、96年アトランタ大会、2000年シドニー大会、04年アテネ大会、08年北京大会、12年ロンドン大会、16年リオ大会、20年東京大会を現場で取材している。ラグビーのすべてのW杯ほか、サッカーのW杯、水泳の世界選手権などもカバー。日本文藝家協会会員。
2012年には、国立競技場将来構想WG施設利活用（スポーツ）グループ委員も務めた。
2016年3月、早稲田大学大学院スポーツ科学研究科修士課程修了。
2017年1月、ラグビーワールドカップ2019組織委員会広報戦略長に就任。
2018年4月、日本体育大学スポーツマネジメント学部准教授に就任。2021年4月、同教授に就任。2023年4月、日本体育大学ラグビー部部長に就任。

## 主な著書
- 『汚れた金メダル──中国ドーピング疑惑を追う』（文藝春秋、1996/06） 1996年度ミズノスポーツライター賞受賞
- 『早稲田ラグビー再生プロジェクト』（新潮社、2003/05） 2007年に『清宮革命・早稲田ラグビー再生』と改題し新潮文庫
- 『宇津木妙子・麗華物語──日中に架けるソフトボールの夢』（集英社、2004/08）
- 『人生、負け勝ち 柳本晶一』（幻冬舎、2005/01）
- 『強いだけじゃ勝てない──関東学院大・春口廣』（光文社、2005/04）
- 『日本を想い、イラクを翔けた──ラガー外交官・奥克彦の生涯』（新潮社、2005/11）
- 『指導力──清宮克幸・春口廣対論』（光文社、2006/03）
- 『スクラム──駆け引きと勝負の謎を解く』（光文社新書、2006/11）
- 『こわーい中国スポーツ』（ベースボール・マガジン社、2008/01）
- 『五輪ボイコット──幻のモスクワ、28年目の証言』（新潮社、2008/06）
- 『サムライ・ハート 上野由岐子』（集英社、2008/10）
- 『あなたが変わるまで、わたしはあきらめない 井村雅代』（光文社、2009/05）
- 『匠道──イチローのグラブ、松井のバットを創る職人たち』（講談社、2009/05）
- 『武骨なカッパ 藤本隆宏』（ワニプラス、2010/11）
- 『ラグビーガールズ──楕円球に恋して』（小学館、2011/05）
- 『負げねっすよ、釜石──鉄と魚とラグビーの街の復興ドキュメント』（光文社、2011/10）
- 『東京スカイツリー物語』（KKベストセラーズ、2012/01）
- 『東京農場──坂本多旦　いのちの都づくり』（論創社、2013/03）
- 『ガールズ☆ケイリン～夢挑戦～』（東邦出版、2013/05）
- 『なぜ東京五輪招致は成功したのか？』（扶桑社新書、2013/09）
- 『一流コーチのコトバ──「リーダーに大事なことはブレないこと」』（プレジデント社、2014/03）
- 『新・スクラム 進化する「1cm」をめぐる攻防』（東邦出版、2015/12）
- 『自分、がんばれ！──女子ラグビー「サクラセブンズ」の勇気が出る言葉』（扶桑社、2016/07）
- 『ノーサイドに乾杯！──ラグビーのチカラを信じて』（論創社、2019/09）
- 『ONE TEAMのスクラム──日本代表はどう強くなったのか？　増補改訂版『スクラム』』（光文社、2020/02）
- 『荒ぶるタックルマンの青春ノート──石塚武生のラグビー道』（論創社、2022/05）
- 『まっちゃん部長わくわく日記──日体大ラグビー再生』（論創社、2024/03）

### 共著
- 『スポーツのチカラ──東京オリンピック・パラリンピック戦略』（遠藤利明共著、論創社、2014/04）
- 『スポーツフロンティアからのメッセージ──新時代につなげたい想い』（遠藤利明、馳浩、河野一郎、境田正樹、勝田隆、友添秀則、玉木正之、佐野慎輔共著、大修館書店、2020/05）
- 『スポーツレガシーの探究──スポーツの力を信じて』（遠藤利明、馳浩、友添秀則、佐野慎輔共著、ベースボール・マガジン社、2021/06）
- 『スポーツマネジメント入門』（相原正道、前田和範、林恒宏、本間崇教共著、晃洋書房、2021/11）
- 『東京五輪とジャーナリズム』（小田光康共著、創文企画、2023/03）